# Stavrovouniklooster
Het Stavrovouniklooster (Grieks: Ιερά Μονή Σταυροβουνίου, Ierá Moní̱ Stav̱rovouníou) is een Cypriotisch-orthodox klooster op het eiland Cyprus.
Het klooster staat boven op de berg Stavrovounix in het district Larnaca. De weg naar het klooster wordt veel door wielrenners gebruikt om het beklimmen van bergen te beoefenen.
Het klooster, een mannenklooster, is verboden voor vrouwen. Vrouwen mogen tot de boekwinkel (de entree) van het klooster komen, daarna is het voor hen verboden gebied. Bij de ingang van het klooster staat de Allerheiligenkerk van Cyprus, die toegankelijk is voor zowel mannen als vrouwen.
Foto's mogen niet genomen worden in het klooster. Fototoestellen moeten in de boekwinkel worden afgegeven.
Onderaan de berg Stavrovouni ligt een ander klooster, het Agia Vavaraklooster.

## Afbeeldingen

Het klooster boven op de berg
Het klooster dichtbij
De boekwinkel met op de achtergrond het klooster
De weg na de boekwinkel naar het klooster
De Allerheiligenkerk van Cyprus
Toegang tot de parkeerplaats van het klooster en de kerk
Uitzicht vanaf het klooster